# Осипов, Сергей Владимирович (ориентировщик)
Сергей Владимирович Осипов (р. 23 ноября 1978) — мастер спорта России международного класса по спортивному ориентированию (лыжные дисциплины). Двукратный бронзовый призёр чемпионатов Европы.

## Биография
С.В. Осипов выступает за Москву, тренируется у В.А. Осипова.
В юношеском возрасте стал серебряным призёром чемпионата мира на классической дистанции.
На чемпионатах Европы дважды становился третьим. Один раз - в 2003 году в эстафете, а второй - в 2006 году в спринте.